# Вестник Национальной академии наук Украины
Вестник Национальной академии наук Украины (укр. Вісник Національної академії наук України) — ежемесячный общенаучный журнал, официальный печатный орган Президиума НАН Украины. Основан в октябре 1928 года в Киеве. Журнал систематически сообщает об организационной деятельности общественных органов академии — Президиума, а также комиссий при ней; информирует о научной работе учреждений, отделов, сотрудников Академии, о взаимоотношениях с другими научными учреждениями Украины, а также научными институтами и деятелями СНГ и других стран. В нём печатаются выдержки из протоколов Президиума, общественных собраний НАН Украины, отчёты и сообщения о конференциях и совещаниях учёных на Украине и за её пределами; материалы законодательного характера: указы, циркуляры и инструкции Правительства и Президента Украины, касающиеся академии. На страницах журнала регулярно освещается деятельность издательства НАН Украины «Научная мысль».
Первоначальное название — «Вісті Всеукраїнської Академії наук», с 1936 — «Вісник АН УРСР», 1947 — «Вісник Академії наук Української РСР», 1991 — «Вісник Академії наук України», с апреля 1994 года — «Вісник Національної академії наук України».

## История
Журнал «Известия Всеукраинской Академии наук» (укр. Вісті Всеукраїнської Академії наук) впервые вышел в октябре—декабре 1928 года. Он имел единый номер (№ 1-3) со сквозной нумерацией (83 стр.). На первой странице название издания и адрес были продублированы на французском языке — международном языке научного общения того времени. Первым редактором журнала был академик А. В. Корчак-Чепурковский, впоследствии главными редакторами были академики А. Палладин, Б. Чернышов, Г. Курдюмов.
Во время Великой Отечественной войны редакция была эвакуирована в Уфу, где продолжила свою деятельность.
С 1960 по 1969 год журнал не издавался.

## Редакционная коллегия
В состав редакционной коллегии издания традиционно входят члены Президиума НАН Украины (президент, вице-президенты, председатели научных секций и отделений НАН Украины). Главным редактором «Вестника» является президент НАН Украины. По состоянию на декабрь 2017 в состав редколлегии «Вестника НАН Украины» входили:

Главный редактор: Патон Борис Евгеньевич;

Заместитель главного редактора, научный редактор: Кубальский Олег Нарцизович;

Штатный заместитель главного редактора: Мележик Елена Александровна;

Редакционная коллегия: Андон Филипп Илларионович,
Богданов Вячеслав Леонидович,
Булат Анатолий Федорович,
Горбулин Владимир Павлович,
Жулинский Николай Григорьевич,
Загородний Анатолий Глебович,
Картель Николай Тимофеевич,
Кириленко Александр Васильевич,
Комиссаренко Сергей Васильевич,
Кошечко Вячеслав Григорьевич,
Либанова Элла Марленовна,
Лобанов Леонид Михайлович,
Локтев Вадим Михайлович,
Моргун Владимир Васильевич,
Наумовец Антон Григорьевич,
Пирожков Сергей Иванович,
Пономаренко Александр Николаевич,
Самойленко Анатолий Михайлович,
Смолий Валерий Андреевич,
Шульга Николай Федорович.